# Filosofia social
La filosofia social és una branca de la filosofia que s'encarrega d'estudiar el comportament humà en grup. Inclou les bases filosòfiques de la psicologia, la legitimitat de les lleis, el funcionament general de la cultura, l'ètica política, la identitat social, les diferents ideologies o la recepció del coneixement i les normes per part d'una comunitat. Analitza com es configura el jo respecte als altres, com afecten aquests altres a la llibertat personal i com es construeixen les societats en sentit ampli.
Molts dels seus focus d'atenció coincideixen amb altres disciplines, com la sociologia o la psicologia social. Tot i que la majoria de pensadors s'han dedicat a les qüestions relacionades amb les relacions entre persones, la disciplina neix a finals del segle xviii com a branca autònoma.
Els filòsofs socials fan èmfasi en la comprensió dels contextos socials per a les qüestions polítiques, jurídiques, morals i culturals, i al desenvolupament de marcs teòrics, des de l'ontologia social fins a les teories cosmopolites de la democràcia, els drets humans i la justícia global.
Un dels investigadors actuals més destacats en filosofia social és Axel Honneth. La filosofia social està menys representada a França i el terme filosofia social es fa servir menys allà que en altres tradicions nacionals, a causa de la relació conflictiva que ha prevalgut en aquest país entre la filosofia i la sociologia. Tanmateix, un cert nombre d'obres d'autors francòfons pertanyen a la filosofia social: és el cas de L'institution imaginaire de la société de Cornelius Castoriadis, Critique de la raison dialectique de Sartre,  Aventures de la dialectique de Maurice Merleau-Ponty o Histoire de la folie de Michel Foucault.

## Història
Segons Franck Fischbach reprenent el dit per Axel Honneth, la filosofia social va néixer a França sota l'impuls de Jean-Jacques Rousseau, Claude Henri de Rouvroy de Sant-Simon i Auguste Comte. Va ser represa pels Joves hegelians, va desaparèixer a França i va proliferar a Alemanya, dividint-se en diverses escoles: la principal és la teoria crítica de la societat fundada i representada per l'Escola de Frankfurt (Max Horkheimer, Theodor Adorno, Herbert Marcuse), però existeixen altres corrents de filosofia social, representats pel neokantisme a Alemanya (Rudolf Stammler, Karl Vorländer, Ludwig Stein, Paul Natorp) o pel pragmatisme als Estats Units (en particular Charlotte Perkins Gilman i John Dewey).
El terme «filosofia social» no es va utilitzar explícitament al món fins a finals del segle xix, quan les humanitats i les ciències socials es van establir com a ciències individuals independents davant de la filosofia i en contrast amb les ciències naturals.
La primera evidència de l'ús del terme «filosofia social» a Alemanya prové de Moses Hess, que el va fer servir el 1843 al 21 Bogen aus der Schweiz per descriure la filosofia dels socialistes francesos. Tot i això, el terme no es va posar de moda al principi i no va ser adoptat ni tan sols per Marx i Engels.
El 1894, el terme filosofia social va aparèixer en un significat sistemàtic, contemporàniament a Georg Simmel i Rudolf Stammler. Des de llavors, el terme ha trobat un ús més ampli al món de parla alemanya.
Simmel i Stammler entenen la filosofia social com una disciplina tant descriptiva com normativa: els fets socials han de ser abordats de manera que es modifiquin en funció d'objectius normatius.
A Ferdinand Tönnies, la filosofia social és un altre nom per a la sociologia teòrica. Està compromesa amb l'ideal d'objectivitat i de recerca científica sense valors. La filosofia social ha d'abstenir-se del compromís pràctic. La seva tasca no és investigar-ne el valor o el significat, sinó l'ésser de la societat.
Des de la dècada de 1920, aquest enfocament lliure de judicis de valor dels temes de la filosofia social ha estat substituït cada cop més per la qüestió del significat social. Una estació important en aquest sentit és la gran filosofia social sistemàtica de Gerhard Lehmann; Lehrbuch der Soziologie und Sozialphilosophie (1931), on se li atorga un paper mediador entre la filosofia teòrica i la pràctica, la ciència social sense valors i l'ètica filosòfica.
Aquell mateix any, Max Horkheimer en el seu famós discurs inaugural com a director de l'acabat de fundar Institut de Recerca Social de Frankfurt, la unitat de la filosofia i la sociologia. Aquí Horkheimer desenvolupa el programa d'una filosofia social com a «teoria social crítica», en què la filosofia social ja no és només una disciplina filosòfica parcial, sinó que es converteix en filosofia general.
Wilhelm Sauer publica el 1936 la seva Rechts- und Staatsphilosophie (Filosofia jurídica i política), en què desenvolupa una filosofia social orientada al tomisme. Després de la Segona Guerra Mundial, van augmentar les crítiques a la filosofia social, especialment per part dels sociòlegs d'orientació positivista. René König separa la filosofia social, que considera «particularment primitiva» i caracteritzada per una «inusual pobresa», de la ciència. Ernst Topitsch considera que els principis de la filosofia social són fórmules buides. Contra la crítica positivista de la filosofia social, Theodor W. Adorno declara que el terme filosofia social «coincideix en gran manera amb la teoria social crítica».
El racionalisme crític, especialment en la versió de Hans Albert, defensa una filosofia social guiada per la idea de crítica. Bàsicament, hauria de tenir un caràcter hipotètic, formular propostes per resoldre problemes socials i desenvolupar més la llibertat, el progrés i el pluralisme polític a la societat.
Jürgen Habermas contrasta el concepte de filosofia social amb el de teoria de la societat. Només així s'integren les preocupacions de la sociologia, la filosofia social i la filosofia de la història.
Hans Lenk defensa la cooperació entre les ciències socials i la filosofia social. La filosofia social, sosté, té la tasca d'intervenir entre les esferes normativa i empírica. En opinión de Bernhard Waldenfels, la filosofia social —similar a la filosofia del llenguatge que la va precedir— ha ascendit fins a convertir-se en una disciplina metodològica de primer ordre de la filosofia contemporània.